# Vinci Clodumar

Vinci Clodumar bei einer Rede vor der UNO, 2004

Vinci Niel Clodumar (* 23. März 1951) ist ein nauruischer Politiker und ehemaliger Botschafter der Republik Nauru bei den Vereinten Nationen in New York.
Clodumar erhielt nach seiner Ausbildung in Australien ein Ingenieurdiplom. Zwischen 1982 und 1989 arbeitete er sich bei der Nauruischen Phosphatgesellschaft (NPC) vom Mineningenieur zum Generalmanager. Er war von 1987 bis 1997 Mitglied des nauruischen Parlaments für den Wahlkreis Meneng. Während jener Zeit wurde Clodumar von Bernard Dowiyogo mehrmals für Ministerämter berufen. 1989 war er Justizminister, bis 1992 Gesundheits- und Bildungsminister, bis 1994 Finanzminister und bis 1995 Arbeits- und Dienstleistungsminister.
Nachdem er bei den Neuwahlen am 8. Februar 1997 nicht wiedergewählt wurde, arbeitete er bis 1999 als Vorsitzender der NPC und als Direktor der Nauru Rehabilitation Corporation. Am 22. Dezember 1999 wurde Clodumar dem UN-Generalsekretär Kofi Annan als dauerhafter UN-Botschafter der Republik Nauru vorgestellt. Am 30. März 2005 wurde Clodumar durch seine Stellvertreterin Marlene Moses ersetzt.
Er ist seit ca. 1977 mit seiner Frau Marion verheiratet.